# Hrdina (opera)
Hrdina (v anglickém originále The Hero) je komická opera o třech obrazech (dějstvích) italsko-amerického skladatele Giana Carla Menottiho na vlastní libreto z roku 1976. Poprvé byla provedena 1. června 1976 společností Opera Company of Philadelphia v budově filadelfského Metropolitan Opera House.

## Vznik a historie opery
Gian Carlo Menotti získal zakázku na novou operu roku 1974 od Opera Company of Philadelphia; byla určena k oslavám dvou set let vzniku Spojených států amerických. Podle zpráv tisku měl za ni obdržet 30 000 dolarů.
Hlavním hrdinou opery je muž, který je (bezmála) světovým rekordmanem v nepřetržitém spánku. Podle Menottiho se jednalo o mírnou, dobromyslnou politickou satiru. „Je to parodie na ty politické činitele, kteří proto, aby chránili své vlastní zájmy, volí průměrnost a snadný a rychlý výsledek a do nebe vynášejí to, co je nezávadné; člověka, který spí, a tedy nemůže nikomu vadit ani překážet. … [Hrdina] je prototypem „přitakávače“, který dosahuje svého cíle tím, že s každým souhlasí a o korupci předstírá, že ji nevidí. Jinými slovy, je to dokonalý člověk pro nepočestnou společnost. Je to právě „člověk, který spí,“ na kterém lidé kolem něho ukájejí své sobectví.“
Část kritiky toto příležitostné dílo přijala benevolentně a uznávala ho jako dobrou zábavu. D. Webster napsal, že „… je to opera lehká jako bodláčí chmýří. Je to lehký, parodický hudební kousek, dobrá bicentenniální taškařice, artefakt.“ Styl byl označován jako typický Menotti: „lehká, veselá a vtipná konverzace smíšená s několika lyrickými okamžiky à la Puccini.“ Méně příznivě naladění kritikové hovořili o tom, že se „Menotti pokusil zamaskovat svou podbízivou hudbu nenucenou, svižnou inscenací“ a že se jedná o „hudbu tak banální, že jakkoli mohou být Menottiho vlastní city upřímné, umělecký účinek je laciný a nedůstojný.“ V každém případě byl Menottiho styl považován za beznadějně zastaralý, časopis Time v kritice Hrdiny napsal: „Většina Menottiho hudby je obstojný Puccini: melodická, přístupná — a naprosto nerelevantní v roce 1976.“
Hrdina se nedočkal mnoha dalších inscenací. Díla se ujal dirigent Christian Badea, který nastudoval evropskou premiéru v Bruselu 25. dubna 1976 a dirigoval i inscenaci v Lutychu v květnu 1980 a v New Yorku (Juilliard American Opera Center) v prosinci 1980. V roce 1987 jej uvedlo North Texas State University School of Music Opera Theater v Dentonu.

## Osoby a první obsazení
| Osoba                      | hlasový obor | světová premiéra (1.6.1976) | evropská premiéra (Brusel 25.4.1976) |
| -------------------------- | ------------ | --------------------------- | ------------------------------------ |
| David Murphy               | basbaryton   | Dominic Cossa               | Julian Patrick                       |
| Mildred, jeho žena         | mezzosoprán  | Diane Curry                 | Ira d'Adès                           |
| Barbara, jeho sestřenice   | soprán       | Nancy Shade                 | Nancy Shade                          |
| Starosta, Mildredin přítel | bas          | Gary Kendall                | Eric Garrett                         |
| Doktor Brainkoff, lékař    | tenor        | David Griffith              | Graeme Matheson-Bruce                |
| Průvodce                   | baryton      | Richard Shapp               | Julien Weisberger                    |
| Klenotník                  | tenor        | William Austin              | …                                    |
| Obchodník                  | bas          | Walter Knetlar              | …                                    |
| Bělošský turista           | baryton      | Jonathan Reinhold           | Hartmut Schmiedner                   |
| Jeho žena                  | mezzosoprán  | Fredda Rakusin              | Geneviève Delavaux                   |
| Černošský turista          | tenor        | Paul Spencer Adkins         | Jean-Jacques Schreurs                |
| Jeho žena                  | soprán       | Hazelita Fauntroy           | Leona Gordon                         |
| Občané a občanky           |              |                             |                                      |
| Dirigent:                  | Dirigent:    | Christopher Keene           | Christian Badea                      |
| Režie:                     | Režie:       | Gian Carlo Menotti          | …                                    |
| Výprava:                   | Výprava:     | Eugene Barth                | …                                    |

## Instrumentace
Dvě flétny, pikola, dva hoboje, anglický roh, dva klarinety, dva fagoty, čtyři lesní rohy, tři trubky, tři pozouny, tuba, bicí souprava, harfa, celesta, smyčce.

## Děj opery

### 1. dějství (obraz)
David Murphy, normální muž z malého amerického města, již deset let spí bez probuzení; ještě den a dosáhne světového rekordu ve spaní. Jeho manželka Mildred umně využila manželovy zvláštní nemoci a z Davida se stala vyhlášená turistická atrakce přinášející hospodářský prospěch nejen Mildred, ale celému městečku. Jen Davidova sestřenice Barbara, která ho potají miluje, je tím znechucena a chystá se opustit dům. Když na rozloučenou spícího Davida políbí, ten se náhle probudí.

### 2. dějství (obraz)
Mildred je manželovým procitnutím zděšena, zdroj jejích příjmů tím vyschl. Přivolává na pomoc starostu města, jinak svého ctitele, a místního lékaře. Dohodnou se Davida znovu uspat pomocí prášků na spaní. David je zhrozen. Podaří se mu fingovat spánek tak, že Mildred se starostou spokojeně odejdou. Když David opět otevře oči, vidí Barbaru a brzy je jasné, že opětuje její city.

### 3. dějství (obraz)
David se vydává poprvé po dlouhé době z domu. Přitom se zrovna natrefí k tomu, jak mu – jakožto rekordmanu ve spánku – starosta před shromážděným občanstvem odhaluje pomník jako „hrdinovi města“. Když lidé Davida spatří živého a bdícího, jejich patriotické nadšení se změní v hněv proti starostovi, Mildred i Davidovi, které považují za podvodníky. Ale Barbara podá davu uspokojivé vysvětlení. Občané nakonec blahopřejí oběma novým párům, Davidovi s Barbarou a starostovi s novou paní starostovou Mildred.